# Festucalex scalaris
Festucalex scalaris är en fiskart som först beskrevs av Günther 1870.  Festucalex scalaris ingår i släktet Festucalex och familjen kantnålsfiskar. Inga underarter finns listade i Catalogue of Life.